# Tit Manli Torquat (qüestor)
Tit Manli Torquat (en llatí Titus Manlius Torquatus) va ser un magistrat romà del segle i aC. Formava part de la gens Mànlia i era de la família dels Manli Torquat.
Apareix mencionat en un discurs de Ciceró a favor de Deiotarus II l'any 45 aC, on l'anomena optimus adolescens. Segurament és el mateix que apareix en dues o tres cartes dirigides a Tit Pomponi Àtic, per les que sabem que era àugur. Va ser qüestor del cònsol Gai Vibi Pansa l'any 43 aC.